# ديريك جونسون (لاعب كرة قدم أمريكية أمريكي)
ديريك جونسون (بالإنجليزية: Derrick Johnson) هو لاعب كرة قدم أمريكية أمريكي، ولد في 22 نوفمبر 1982 في واكو في الولايات المتحدة.

## وصلات خارجية
- ديريك جونسون (لاعب كرة قدم أمريكية أمريكي) على موقع مرجع كرة القدم المحترفة.كوم (الإنجليزية)